# Раудсепп, Кирилл Дмитриевич
Кирилл Дмитриевич Раудсепп (1915—2006) — советский эстонский дирижёр. Народный артист Эстонской ССР (1957). Лауреат двух Сталинских премий (1951, 1952).

## Биография
К. Д. Раудсепп родился 23 марта (5 апреля) 1915 года в Ревеле (ныне Таллин, Эстония). Учился в Таллинской консерватории (1933—1938 , по классу фортепиано у А. Г. Лембы; 1945—1948, по классу композиции у Х. Я. Эллера). С 1944 года дирижёр, в 1951—1963 годах главный дирижёр ЭстГАТОБ «Эстония». Дирижировал первыми постановками эстонских опер и балетов. В 1952—1956 годах преподавал в Таллинской консерватории.
К. Д. Раудсепп умер в 2006 году.

## Творчество

### Оперные спектакли
- 1949 — «Берег бурь» Г. Г. Эрнесакса
- 1950 — «Певец свободы» Э. А. Каппа
- 1961 — «Лембит» В. Каппа
- 1969 — «Барбара фон Тизенхузен» Э. Тубина

### Балетные спектакли
- 1948 — «Калевипоэг» Э. А. Каппа
- 1955 — «Тийна» Л. М. Аустер
- 1956 — «Золотопряхи» Э. А. Каппа

## Награды и премии
- орден Трудового Красного Знамени (30.12.1956)
- народный артист Эстонской ССР (1957)
- Сталинская премия третьей степени (1951) — за дирижирование оперным спектаклем «Берег бурь» Г. Г. Эрнесакса (1949)
- Сталинская премия второй степени (1952) — за дирижирование оперным спектаклем «Певец свободы» Э. А. Каппа (1950)
- Государственная премия Эстонской ССР (1949) — за исполнительскую деятельность